# Добри Караджов
Добри Александров Караджов e български партизанин и офицер, генерал-лейтенант, командващ ракетните войски и артилерията от 1978 г. до 1990 г.

## Биография
Роден е на 29 януари 1925 г. в с. Мирково, Софийско. Член на РМС е, а от 1 януари 1944 г. От 20 октомври 1943 г. е партизанин в бригада „Чавдар”. Става заместник-командир на чета със звание „подпоручик“. Започва да учи в Механо-електротехническото училище в София, което дозавършва през 1945 г. На 15 септември 1944 г. е назначен за командир на свързочен взвод в първи пехотен софийски полк. От есента на 1945 г. до есента на 1946 г. завършва едногодишен курс на Военното училище. Между 28 септември и 26 декември 1946 г. е командир на взвод във втора дружина на 27-и пехотен полк в Девин. От 1 януари до 22 май 1947 г. е командир на взвод в артилерийския полк на първа бронирана бригада. Между 23 май 1947 и 5 август 1948 г. е командир на взвод в артилерийския полк на първа бронирана бригада. В периода 6 август 1948 – 8 юни 1949 г. е временно изпълняващ длъжността командир на батарея в артилерийски полк. След това от 9 август 1948 до 14 септември 1950 г. е временно изпълняващ длъжността командир на батарея в осми дивизионен артилерийски полк. На 15 септември 1950 г. е назначен за командир на дивизион в същия полк. Остава на този пост до 31 март 1951 г. От 1 април до 21 ноември 1951 г. е командир на 92 иптап-РГК. От 1951 г. до 1956 г. учи в Артилерийската академия „Дзержински“ в Москва, преместена в Ленинград (Санкт Петербург) през 1956 г. след завръщането си в България е началник на отдел „Бойна подготовка“ в Командването на артилерията на българската армия. Остава на този пост до 1961 г.
От 29 март до 23 декември 1961 г. е на 6-месечен курс в СССР за изучаване на ракетна техника. След завръщането си става първият командир на първата българска ракетна бригада в Самоков – 56-а ракетна бригада. Остава на тази позиция до 31 август 1965 г.
В периода 1 септември 1965 г.-25 юли 1967 г. учи в Академията на Генералния щаб „Ворошилов“ в Москва. От 26 юли до 13 октомври 1967 г. е на разпореждане на Министъра на отбраната. На 14 октомври 1967 г. става командващ на ракетните войски и артилерията на 2-ра армия в Пловдив. Освободен е на 14 септември 1973 г. От 15 септември до 5 октомври 1973 г. е в СССР, където изучава нова техника във Висшата артилерийска академия. След като се завръща на 6 октомври 1973 г. е назначен за заместник-командващ Ракетните войски и артилерията в Министерството на народната отбрана и е произведен в звание генерал-майор. На 11 ноември 1978 г. е командващ Ракетните войски и артилерията в Сухопътните войски на Българската народна армия. Същата година е повишен в звание генерал-лейтенант. По време на неговото командване се създава най-крупното артилерийско съединение в българската военна история – 84-та фронтова артилерийска дивизия в Шумен. До 23 октомври 1980 г. е началник на Управление „Ракетни войски и артилерия“ в МО. В периода 24 октомври 1980 – 24 октомври 1990 г. е командир на Ракетните войски и артилерията на Сухопътните войски. На 5 март 1991 г. излиза в запаса Умира 26 септември 2004 г. в София.

## Образование
- Механо-електротехническото училище – до 1945
- Военно училище – 1945 – 1946
- Артилерийската академия „Дзержински“ – 1951 – 1956
- Военната академия на Генералния щаб на СССР – 1 септември 1965 г.-25 юли 1967 г.

## Военни звания
- лейтенант (11 септември 1944)
- старши лейтенант (9 септември 1947)
- капитан (27 април 1950)
- майор (24 април 1951)
- подполковник (30 април 1955)
- полковник (28 април 1960)
- генерал-майор (7 септември 1974)[3]
- генерал-лейтенант (8 септември 1981)[4]

## Награди
- Медал „За безупречна служба“ – II ст.
- Медал „25 години народна власт“
- Медал „30 години социалистическа революция“
- „9 септември 1944 г.“ – I ст. с мечове
- „Червено знаме“
- „Народна република България“ – II ст.